# Сопвит драгон
Сопвит драгон (енгл. Sopwith Dragon) је британски ловачки авион који је производила фирма Сопвит (енгл. Sopwith). Први лет авиона је извршен 1919. године. 

Највећа брзина у хоризонталном лету је износила 241 km/h. Размах крила је био 9,47 метара а дужина 6,63 метара. Маса празног авиона је износила 621 килограма а нормална полетна маса 967 килограма. Био је наоружан са 2 синхронизована митраљеза Викерс калибра 7,7 милиметара.

## Наоружање
| Наоружање авиона: Сопвит драгон |                          |
| Ватрено (стрељачко) наоружање   |                          |
| Топ                             |                          |
| Митраљез                        |                          |
| Број и ознака митраљеза         | 2                        |
| Калибар                         | 7,7                      |
| Бомбардерско наоружање (бомбе)  |                          |
| Класичне авио бомбе             | до 4 од по 11,3 кг свака |
| Ракетно наоружање (ракете)      |                          |